# B.B. King & Friends: 80
B.B. King & Friends: 80 – wydany w roku 2005 album B.B. Kinga. Tytuł nawiązuje do osiemdziesiątych urodzin muzyka wypadających w 2005 roku.

## Lista utworów[1]
1. "Early in the Morning" (Dallas Bartley/Louis Jordan/Leo Hickman) – 4:50 (B.B. King i Van Morrison)
2. "Tired of Your Jive" (Janet Despenza/Johnny Pate) – 3:53 (B.B. King i Billy Gibbons)
3. "The Thrill is Gone" (Roy Hawkins/Rick Darnell) – 5:03 (B.B. King i Eric Clapton)
4. "Need Your Love So Bad" (John Mertis (Little Willie John)) – 3:57 (B.B. King i Sheryl Crow)
5. "Ain't Nobody Home" (Jerry Ragovoy) – 3:51 (B.B. King i Daryl Hall)
6. "Hummingbird" (Leon Russell) – 4:41 (B.B. King i John Mayer)
7. "All Over Again" (Carl B. Adams) – 4:53 (B.B. King i Mark Knopfler)
8. "Drivin' Wheel" (Roosevelt Sykes) – 4:19 (B.B. King i Glenn Frey)
9. "There Must Be a Better World Somewhere" (Doc Pomus/Mac Rebennack) – 6:50 (B.B. King i Gloria Estefan)
10. "Never Make Your Move Too Soon" (Stix Hooper/Will Jennings) – 4:59 (B.B. King i Roger Daltrey)
11. "Funny How Time Slips Away" (Willie Nelson) – 4:08 (B.B. King i Bobby Bland)
12. "Rock This House" (James A. Lane) – 3:06 (B.B. King i Elton John)
13. "Early in the Morning" (BB Solo Alt Version)[potrzebny przypis]